# Mentor (Ohio)
Mentor és una població dels Estats Units a l'estat d'Ohio. Segons el cens del 2000 tenia 50.278 habitants.

## Demografia
Segons el cens del 2000, Mentor tenia 50.278 habitants, 18.797 habitatges, i 14.229 famílies. La densitat de població era de 725,2 habitants per km².
Dels 18.797 habitatges en un 35,8% hi vivien nens de menys de 18 anys, en un 63,6% hi vivien parelles casades, en un 8,9% dones solteres, i en un 24,3% no eren unitats familiars. En el 20,5% dels habitatges hi vivien persones soles el 8,1% de les quals corresponia a persones de 65 anys o més que vivien soles. El nombre mitjà de persones vivint en cada habitatge era de 2,65 i el nombre mitjà de persones que vivien en cada família era de 3,08.
Per edats la població es repartia de la següent manera: un 25,9% tenia menys de 18 anys, un 6,5% entre 18 i 24, un 29% entre 25 i 44, un 26,3% de 45 a 60 i un 12,3% 65 anys o més.
L'edat mediana era de 39 anys. Per cada 100 dones de 18 o més anys hi havia 91,5 homes.
La renda mediana per habitatge era de 57.230 $ i la renda mediana per família de 65.322 $. Els homes tenien una renda mediana de 44.021 $ mentre que les dones 31.025 $. La renda per capita de la població era de 24.592 $. Aproximadament l'1,8% de les famílies i el 2,7% de la població estaven per davall del llindar de pobresa.

## Poblacions més properes
El següent diagrama mostra les poblacions més properes.